# Rheotanytarsus aestuarius
Rheotanytarsus aestuarius är en tvåvingeart som först beskrevs av Tokunaga 1938.  Rheotanytarsus aestuarius ingår i släktet Rheotanytarsus och familjen fjädermyggor. Inga underarter finns listade i Catalogue of Life.